# Richard Sahagún
Richard Sahagún Rodríguez (Bilbao, Vizcaya; 31 de julio de 1981) es un actor, director de teatro y cine, dramaturgo y profesor español.

## Biografía
Estudió artes escénicas e interpretación en la Escuela Artebi de Bilbao.
Está considerado como uno de los actores y creadores principales de la escena alternativa vasca.[cita requerida] Elegido como uno de los 20 Artistas que homenajean al Museo Guggenheim en su vigésimo aniversario, crea a partir de esta performance uno de los montajes más importantes de teatro de la escena vasca, CABALLO/DOSTOIEVSKI.[cita requerida] Montaje de gran impacto entre crítica y público que aborda lo que supuso la lacra de la heroína en el contexto socioeconómico del País Vasco en los años 80, donde la reconversión industrial y los altos niveles de paro en la población joven suponen un telón de fondo para esta poética puesta en escena que agotó entradas en hACERIA Aretoa, Harrobia Eskena, y Teatro Arriaga , llegándose a representar en el Corral de Comedias de Alcalá de Henares.
En 2014 ocupa el cargo de Director Artístico del teatro la hACERÍA haciéndose cargo del EKINEZ ESCENIKO. 5 años en los cuales incrementa notablemente la asistencia del público en la sala y crea la Compañía hACERÍA con actrices y actores salidos de sus Laboratorios de Investigación Escénica y creando una Compañía de repertorio: LA TRISTEZA DEL CARACOL, EL ABRAZO DE HERÓNTIDAS (elegida por TopARTE para formar parte de la programación del Museo Guggenheim), INFLUENCIA DE LA ENDRINA EN VERANO (Estrenada en el Zalla Antzokia) y VERANO DE CRISTAL (Primera obra de Teatro que se programó en el Festival de Pozalagua).
Director emergente en el audiovisual vasco, dirige su primer corto documental IL DOLCE FAR en 2018 siendo incluido dentro de la Sección Oficial del Festival ZINEBI en su 60 edición.
Considerado como uno de los mejores actores de su generación[cita requerida], ha participado en más de 25 producciones de cine y televisión, siendo las más destacadas POR UN PUÑADO DE BESOS, GERNIKA, BASKAVIJIN, 70 BIN LADENS, EL SILENCIO DE LA CIUDAD BLANCA O NEUROWORLD.
Profesionalmente también ejerce de coach de algunos actores.[cita requerida]
Imparte así mismo y durante 2 años diversas Masterclass en la Universidad del País Vasco, dentro de la facultad de Bellas Artes. 
Adaptó, protagonizó y dirigió una adaptación de La Metamorfosis de Kafka, Y tiene en marcha su versión de el Rey Lear y sigue rodando un documental en el que lleva 2 años de trabajo.

## Filmografía

### Teatro[3][4]
| Año       | Obra de teatro                     | Notas        | Referencias |
| --------- | ---------------------------------- | ------------ | ----------- |
| 2008      | La fábula de la princesa muerta    | N.K.         |             |
| 2009      | El hombre de oro                   | Juan Mayorga |             |
| 2010      | El perro dueño del hombre          |              |             |
| 2014      | La tristeza del caracol            |              |             |
| 2015      | El abrazo de Heróntidas            |              |             |
| 2016      | Influencia de la endrina en verano |              |             |
| 2017      | Verano de cristal                  |              | [ 5 ]       |
| 2019/2021 | Caballo/Dostoievski                |              | [ 6 ] [ 7 ] |
| 2021      | Kakerlake/Kafka                    |              | [ 8 ]       |
| 2022      | El Rey Lear                        |              | [ 9 ]       |

### Televisión
| Año           | Serie                      | Personaje                  | Cadena de televisión |
| ------------- | -------------------------- | -------------------------- | -------------------- |
| 2020          | Patria                     |                            | HBO España           |
| 2019          | La que se avecina          | Padre                      | Telecinco            |
| 2015-2016     | El ministerio del tiempo   | Alberto Ortigosa           | La 1                 |
| 2014-presente | Fantasmagórica             | Luis                       | Webserie             |
| 2012          | El secreto de Puente Viejo | Segismundo Pérez Belinchón | Antena 3             |
| 2012          | Hispania, la leyenda       | Hombre de negro            | Antena 3             |
| 2012          | Águila Roja                |                            | TVE                  |
| 2009          | Mi gemela es hija única    | Samuel Lomas               | Telecinco            |
| 2008          | El comisario               | Chema                      | Telecinco            |
| 2007          | Yo soy Bea                 | Repartidor                 | Telecinco            |

### Cine[10]
| Año  | Película                        | Personaje                 |
| ---- | ------------------------------- | ------------------------- |
| 2019 | El silencio de la ciudad blanca | Jota                      |
| 2018 | 70 Binladens                    | Mikel                     |
| 2017 | El guardián invisible           | Zabalza                   |
| 2016 | Gernika                         | Soldado en las trincheras |
| 2015 | Teresa                          | Juan de Ovalle            |
| 2014 | Neuroworld                      | Gunslinger                |
| 2014 | Por un puñado de besos          | Elías                     |
| 2011 | No habrá paz para los malvados  | Álvaro                    |

### Cortometrajes
| Año  | Título                  | Personaje |
| ---- | ----------------------- | --------- |
| 2019 | Tabas                   |           |
| 2015 | Bilbao-Bizkaia Ext: Día | Ayudante  |
| 2015 | Creo que te quiero      | Alfredo   |
| 2013 | Lux                     | Él        |
| 2011 | 1 minuto de ventaja     |           |
| 2011 | Jugando con la muerte   | Corredor  |
| 2010 | Lupus                   | Agustín   |

## Premios y nominaciones
- 2010, Mejor Actor, Certamen 36 HSF del Festival de Cine de Zaragoza
- 2017, PREMIO GO
- 2018, Premio cultural del periódico SANTUTXU y +